# 63 a.C.
Il 63 a.C. (LXIII a.C. in numeri romani) è un anno  del I secolo a.C.

## Eventi
- Consolato di Marco Tullio Cicerone assieme a Gaio Antonio Ibrida
- Congiura di Catilina sventata da Marco Tullio Cicerone eletto console in quell'anno
- Morte di Mitridate VI, esule nel Bosforo Cimmerio dopo l'abbandono di Tigrane II e dopo la ribellione organizzata dal figlio Farnace II, che viene confermato re dai Romani.[1]

## Nati
- 23 settembre - Augusto, imperatore romano († 14)

## Morti
- Ariobarzane I di Cappadocia, re
- Gaio Cornelio Cetego, politico romano
- Mitridate VI del Ponto, sovrano (n. 132 a.C.)
- Tito Volturcio, politico e magistrato romano